# Сейлор Мун (сезон 1)
Первый сезон аниме-сериала «Сейлор Мун: Луна в матроске» (яп. 美少女戦士セーラームーン Бисё:дзё Сэнси Сэ:ра: Му:н) был создан TV Asahi, Toei Agency и Toei Animation и режиссировался Дзюнъити Сато, изначально демонстрировался на телеканале TV Asahi с 7 марта 1992 года по 27 февраля 1993 года.
Первый сезон обычно именуется просто «Сейлор Мун». Он выпускался одновременно с первой сюжетной аркой («Тёмное королевство») манги Наоко Такэути. Сюжетные линии и аниме, и манги мало различались между собой, а так как оба произведения стали популярны, то оба получили продолжение. Годы спустя тот же сюжет был адаптирован в неанимационный телесериал Pretty Guardian Sailor Moon.
В России сезон впервые демонстрировался по телеканалу 2×2 с 1 июня по 3 ноября 1996 года. Закадровое озвучание производилось фирмой «2×2 телемаркет». При переводе были изменена часть имён, например, имя главной героини звучало, как Банни Цукино, королева Берилл стала королевой Погибель, а Металия сменила пол.
В этой арке появляется большинство основных главных героев: Усаги Цукино, Мамору Тиба, Ами Мидзуно, Рэй Хино, Макото Кино и Минако Айно. Сюжет посвящён пробуждению супергероинь — воительниц в матросках — и их борьбе против Тёмного королевства. Сражаясь за спасение мира, они одновременно узнают о своей прошлой жизни, в которой они все жили в королевстве на Луне.
Когда Такэути создавала мангу, то изначально собиралась сделать так, чтобы в конце все главные герои погибли, но её редактор не позволил, заметив: «Это же сёдзё манга!» После того как было создано аниме, в котором все герои фактически погибали, но потом возвращались к жизни, Такэути выразила недовольство, что ей не дали так сделать в её версии.
В 1993 году сразу пять серий оказалось в списке лучших от Animage: «Несчастный день для Луны» заняла первое место, а «Умереть за Нару» — третье, «Кто же Лунная Принцесса?» — шестое, «Воспоминания Банни и Мамору» — девятое и «Любовь Ами» — одиннадцатое. В следующем году двухсерийный выпуск «Сейлор воины гибнут в битве. Последнее трагическое сражение» и «Сбывается вечная мечта Банни о новой жизни» заняли соответственно первое и второе место в рейтинге.
Открывающей композицией является основная мелодия сериала «Moonlight Densetsu» (яп. ムーンライト伝説 Му:нрайто Дэнсэцу, букв. «Легенда лунного света»), слова написаны Канако Одой, исполнена DALI. «Heart Moving», написанная Ёсиаки Цусимой и исполненная Мисаэ Такамацу, звучала в конце первых 26 серий сезона, а «Princess Moon», слова к которой написала Наоко Такэути, а исполнила Усио Хасимото, использовалась в остальных сериях.

## Серии
| № общий | № в сезоне | Название | Дата премьеры       |                       |
| --- | ---------- | --- | ------------------- | --------------------- |
| 1 | 1          | «Плакса превращается в воина» «Накимуси Усаги но карэй нару хэнсин» (ориг..: 泣き虫うさぎの華麗なる変身)                                                   | 7 марта 1992        | 1 июня 1996 года      |
| Японская школьница Усаги Цукино узнаёт от говорящей кошки Луны, что ей предназначено стать воином любви и справедливости — Сейлор Мун. Она спасает мать своей лучшей подруги Нару от сил Тёмного королевства, а также знакомится с Мамору Джибой и загадочным Такседо Маском. |            | |                     |                       |
| 2 | 2          | «Дом предсказаний — гнездо монстров» «Осиоки ё! Уранай хо:сэ ва йо:ма но яката» (ориг..: おしおきよ！占いハウスは妖魔の館)                                 | 14 марта 1992 года  | 2 июня 1996 года      |
| Злая королева Погибель посылает одного из своих слуг, Джедайта, собирать энергию людей. Он оставляет одного из своих демонов (йому) в доме предсказаний, где он гипнотизирует одноклассников Усаги. |            | |                     |                       |
| 3 | 3          | «Береги любовь» «Надзо но нэмурибё:, маморэ отомэ но койсуру кокоро» (ориг..: 謎のねむり病、守れ乙女の恋する心)                                            | 21 марта 1992 года  | 8 июня 1996 года      |
| Нару и учительница Усаги мисс Харуна отправили любовные письма в полночное радиошоу, за что каждая из них получила брошь в виде цветка. Все, кто касается этой броши, падают без сил. Усаги отправляется обследовать радиостанцию и выясняет, кто ведёт передачу. |            | |                     |                       |
| 4 | 4          | «Хочешь похудеть?» «Усаги га осиэмасу! Суриму ни нарухо:» (ориг..: うさぎが教えます！スリムになる法)                                                       | 28 марта 1992       | 9 июня 1996 года      |
| В городе открылся новый спортзал, в котором предлагается программа, благодаря которой можно похудеть за три дня. Усаги вместе с подругами начинает его посещать, но тут выясняется, что занятия использует для выкачивания энергии из людей Джедайт. |            | |                     |                       |
| 5 | 5          | «Взгляд, похищающий разум» «Йо:ма но каори! Сянэ:ра ва аи во нусумэ» (ориг..: 妖魔の香り！シャネラーは愛を盗む)                                            | 11 апреля 1992 года | 15 июня 1996 года     |
| В городе открылся магазин животных, в котором продают новых зверьков - шанелл, пахнущих духами и околдовывающих владельцев. Под воздействием шанелл люди становятся агрессивными и злыми и теряют интерес ко всему другому. За их продажей скрывается Джедайт, с помощью животных забирающий энергию у людей, с чем и приходится разбираться Сейлор Мун. |            | |                     |                       |
| 6 | 6          | «Банни в роли Купидона» «Маморэ кой но мэроди! Усаги ва Кю:пиддо» (ориг..: 守れ恋の曲！うさぎはキューピッド)                                               | 18 апреля 1992 года | 16 июня 1996 года     |
| Композитор Амадэ Юсукэ не может признаться в любви Акико. Случайно к нему попадает кассета с музыкой «Вальсы для Акико», которую Джедайт собирался использовать, чтобы забирать у людей энергию. Посланцы Тёмного королевства пытаются вернуть кассету, но Сейлор Мун мешает им в этом. После этого Юсукэ Амадэ женился на Акико. |            | |                     |                       |
| 7 | 7          | «Как стать звездой» «Усаги хансэй! Сута: но мити ва кибисии» (ориг..: うさぎ反省！スターの道はきびしい)                                                    | 25 апреля 1992 года | 22 июня 1996 года     |
| Набирается группа девочек, чтобы выступать вместе со звездой Микан. Усаги с подругами собираются принять участие в конкурсе. Все участники начинают вести себя, как будто уже стали звёздами. Усаги подозревает, что что-то не то с этим конкурсом. В результате ей удаётся узнать, что это очередная попытка Джедайта собрать энергию людей, и помешать ему в этом. |            | |                     |                       |
| 8 | 8          | «Может ли зло быть гениальным?» «Тэнсай сё:дзё ва йо:ма на но? Кё:фу но сэнно:дзюку» (ориг..: 天才少女は妖魔なの？恐怖の洗脳塾)                            | 2 мая 1992          | 23 июня 1996 года     |
| Среди одноклассниц Усаги есть гениальная девочка Ами Мидзуно, вокруг которой Луна ощущает странную сильную энергию. Ами посещает специальные дополнительные занятия после уроков, которые, как выясняет Усаги, организованы Джедайтом. Во время битвы с монстром обнаруживается, что Ами - второй воин в матроске, Сейлор Меркурий. |            | |                     |                       |
| 9 | 9          | «Береги своё время» «Усаги но сайнан! Аватэ токэй ни гоё:дзин» (ориг..: うさぎの災難！あわて時計にご用心)                                                  | 9 мая 1992 года     | 29 июня 1996 года     |
| В торговом центре происходит распродажа часов. Все, кто их купил, на следующий день ощущают, что везде безумно опаздывают. Ами и Усаги попадают в лабиринт, в котором время может течь по-разному, но благодаря компьютеру, полученному Ами от Луны, они побеждают демона. |            | |                     |                       |
| 10 | 10         | «Третий воин» «Нороварэта басу! Хоно: но сэнси Ма:дзу то:дзё:» (ориг..: 呪われたバス！炎の戦士マーズ登場)                                                  | 16 мая 1992 года    | 30 июня 1996 года     |
| Ходят слухи, что каждый день пропадает шестичасовой автобус. На нём обычно возвращаются домой люди после службы в храме Хикава. Усаги с подругами приходят в храм за талисманами и знакомятся с Рэй Хино, мико, умеющей предсказывать будущее и желающей разобраться с тем, куда пропадает автобус. Когда Рэй подходит близко к разгадке этого, Джедайт, изображавший в храме прислужника, отправляет её в иное измерение. Туда же попадает Усаги, сев на автобус. Рэй оказывается новым воином, Сейлор Марс. Победив монстра, они возвращаются назад в реальный мир благодаря Ами, сумевший указать им обратную дорогу. |            | |                     |                       |
| 11 | 11         | «Битва в парке развлечений» «Усаги то Рэй тайкэцу? Юмэ рандо но акуму» (ориг..: うさぎとレイ対決？夢ランドの悪夢)                                          | 23 мая 1992 года    | 6 июля 1996 года      |
| В парке развлечений пропадают люди. Воины решают выяснить, в чём дело. В парке они находят дом сладостей, в котором властвует одна из подручных Джедайта и забирает энергию у людей. |            | |                     |                       |
| 12 | 12         | «Приключение на океанском лайнере» «Ватаси даттэ карэ га хосии! Го:касэн но вана» (ориг..: 私だって彼が欲しい！豪華船のワナ)                               | 30 мая 1992         | 7 июля 1996 года      |
| Разыгрываются билеты на романтическое путешествие на огромном океанском лайнере. Все воины оказываются на борту корабля, где Тетис, слуга королевы Погибель, помогает Джедайту получать энергию из влюблённых парочек. |            | |                     |                       |
| 13 | 13         | «Объединимся, девчонки! Конец Джедайта» «Онна но ко ва данкэцу ё! Дзэдаито но саиго» (ориг..: 女の子は団結よ！ジェダイトの最期)                            | 6 июня 1992         | 13 июля 1996 года     |
| Над городом появляется призрак Джедайта, приглашающий сейлор воинов на бой. Воины принимают вызов и побеждают его в битве в аэропорту Ханэда. За это королева Погибель карает Джедайта вечным сном. |            | |                     |                       |
| 14 | 14         | «Новый могущественный враг. Нефрит приносит на Землю злое заклятие» «Арата нару кётэки, Нэфураито ма но монсё:» (ориг..: 新たなる強敵、ネフライト魔の紋章) | 13 июня 1992        | 14 июля 1996 года     |
| Королева Погибель поручает Нефриту, другому генералу Тёмного королевства, заняться сбором энергии людей. Он обещает собирать энергию не у многих сразу, а забирать из одного человека больше энергии, чем Джедайт из многих. Звёзды указывают, что пик силы сейчас у девушки-теннисистки, подруги детства Нару. Нефрит вселяет злого духа в её ракетку, но воины мешают его замыслам. |            | |                     |                       |
| 15 | 15         | «Банни не находит себе места, а Рэй впервые идёт на свидание» «Усаги асэру! Рэй-тян хацу дэ:то» (ориг..: うさぎアセる！レイちゃん初デート)                 | 20 июня 1992        | 20 июля 1996 года     |
| Прекрасный парк должен быть снесён и на его месте планируют построить небоскрёб. Рэй решает, что, пока парк ещё существует, она должна сходить на свидание в него. В качестве своего парня она выбирает Мамору Джиба. Усаги не может сдержать любопытства и следит за ними. В то же время Нефрит выбирает в качестве новой жертвы смотрителя парка. |            | |                     |                       |
| 16 | 16         | «Белоснежное свадебное платье. Банни превращается в невесту» «Дзюнпаку дорэсу но юмэ! Усаги ханаёмэ ни нару» (ориг..: 純白ドレスの夢！うさぎ花嫁になる)    | 27 июня 1992        | 21 июля 1996 года     |
| Устраивается конкурс самодельных свадебных платьев, призом в котором станет шикарная свадебная церемония. Среди участниц учительница домоводства Усаги, которую выбирает в качестве своей жертвы Нефрит. Он подсовывает ей заколдованную ткань, из-за которой из скромной девушки она превращается в настоящую стерву. |            | |                     |                       |
| 17 | 17         | «Банни — модель, или Демоны крупным планом» «Модэру ва Усаги? Ё:ма камэра но нэсся» (ориг..: モデルはうさぎ？妖魔カメラの熱写)                             | 4 июля 1992         | 27 июля 1996 года     |
| Организуется конкурс за право стать моделью для лучшего фотографа Японии. Усаги принимает в нём участие и проходит во второй тур, но тут выясняется, что все, кого сфотографировали, исчезают. Нефрит заколдовал фотоаппарат. У Сейлор Мун вместе с другими воинами получается остановить демона и вернуть всех жертв фотографа. |            | |                     |                       |
| 18 | 18         | «Любовь Шинго. Печальная кукла» «Синго но дзюдзё:! Канасими но Фурансу нингё:» (ориг..: 進悟の純情！哀しみのフランス人形)                                  | 11 июля 1992        | 28 июля 1996 года     |
| Одноклассница Шинго, младшего брата Усаги, делает прекрасных кукол. Нефрит под видом успешного бизнесмена заказывает ей 10 кукол, заколдовывая одну из них. Благодаря вмешательству Усаги её удаётся спасти. |            | |                     |                       |
| 19 | 19         | «Банни потрясена! Любовное послание от Такседо» «Усаги кангэки! Такиси:до Камэн но рабу рэта:» (ориг..: うさぎ感激！タキシード仮面の恋文)                  | 25 июля 1992        | 3 августа 1996 года   |
| Всем девушкам приходит любовное послание от Такседо Маска, в котором он назначает им свидание. На самом деле это ловушка для Сейлор Мун. На место встречи приходит Нару, думая, что, возможно, это её идеальный мужчина. Нефрит принимает её за Сейлор Мун, но появляется настоящая Сейлор Мун. Вместе с пришедшим её спасать Такседо Маском они оказываются в ловушке в лифте, из которой их спасают Сейлор Меркурий и Сейлор Марс. |            | |                     |                       |
| 20 | 20         | «Лето, море, девушки, а также привидения» «Нацу ё Уми ё Сэйсюн ё! Омакэ ни ю:рэи мо ё!» (ориг..: 夏よ海よ青春よ！おまけに幽霊もよ！)                       | 1 августа 1992      | 4 августа 1996 года   |
| Ами, Рэй и Усаги отправляются отдыхать в пансионат на море, но пансионат оказывается «с привидениями». Дух, вызванный дочерью хозяина, выходит из-под контроля, и девочкам приходится разбираться с ним. |            | |                     |                       |
| 21 | 21         | «О том, как побеждает дружба и талант аниматоров» «Кодомотати но юмэ маморэ! Анимэ ни мусубу ю:дзё:» (ориг..: 子供達の夢守れ！アニメに結ぶ友情)            | 8 августа 1992      | 10 августа 1996 года  |
| К выпуску готовится аниме про Сейлор V, но у начинающего аниматора кризис с созданием набросков к нему. Нефрит думает, что ему удастся поймать Сейлор Мун в ловушку, атаковав одного из аниматоров, но его планы проваливаются. |            | |                     |                       |
| 22 | 22         | «Первый поцелуй Банни» «Гэкка но романсу! Усаги но хацу киссу» (ориг..: 月下のロマンス！うさぎの初キッス)                                                  | 15 августа 1992     | 11 августа 1996 года  |
| В Токио устраивается бал в честь принцессы Алмазного королевства. На балу Нару танцует с Нефритом, а Усаги с Такседо Маском. Также на нём должны быть представлены сокровища королевской семьи, которые пытается заполучить Нефрит, считая, что среди них может оказаться Серебряный кристалл. Для этого Нефрит вселяет демона в принцессу. |            | |                     |                       |
| 23 | 23         | «Загадай желание, или Первая любовь Нару» «Нагарэбоси ни нэгаи во! Нару-тян но дзюнъаи» (ориг..: 流れ星に願いを！なるちゃんの純愛)                         | 22 августа 1992     | 17 августа 1996 года  |
| Нефрит решает найти Серебряный кристалл, раз воины мешают собирать энергию. Звёзды указывают ему на Нару, безнадёжно влюбившуюся в Альтер эго Нефрита, Масато Санджоина. Их свидание прерывают сейлор воины, но Нару защищает Нефрита от них, а затем Нефрит спасает её от одного из демонов, посланного Зойсайтом. |            | |                     |                       |
| 24 | 24         | «Умереть за Нару» «Нару-тян го:кю:! Нэфураито аи но си» (ориг..: なるちゃん号泣！ネフライト愛の死)                                                         | 29 августа 1992     | 18 августа 1996 года  |
| Нефрит говорит Нару, что хочет присоединиться к воинам и для этого ему надо знать личность Сейлор Мун. Нару просит помочь с этим Усаги. По дороге к ней на Усаги нападает Нефрит и узнаёт, что она и есть Сейлор Мун. По приказу Зойсайта Нару похищают демоны. Нефрит спасает её, но сам оказывается смертельно ранен. |            | |                     |                       |
| 25 | 25         | «Девочка-Юпитер влюбилась» «Коисуру каирики сё:дзё, Юпита:-тян» (ориг..: 恋する怪力少女、ジュピターちゃん)                                                 | 5 сентября 1992     | 24 августа 1996 года  |
| Король Металия пробуждается и требует Серебряный кристалл. Усаги знакомится с новой ученицей - Макото Кино. В игровом центре они встречают «Кранового Джо», в которого Мако тут же влюбляется. На Джо нападает Зойсайт, желая получить одну из частей Серебряного кристалла - Радужный кристалл. Макото останавливает его, превратившись в четвёртого воина - Сейлор Юпитер. |            | |                     |                       |
| 26 | 26         | «Нару снова улыбается» «Нару-тян ни эгао во! Усаги но ю:дзё:» (ориг..: なるちゃんに笑顔を！うさぎの友情)                                                   | 12 сентября 1992    | 25 августа 1996 года  |
| Нару впервые вышла из дома после смерти Нефрита вместе с Усаги и Умино. Вместе они забредают на кладбище, где Нару встречает священника. Зойсайт нападает на него и превращает в демона. Умино спасает Нару. Такседо теряет музыкальный медальон, спасая Сейлор Мун. |            | |                     |                       |
| 27 | 27         | «Любовь Ами» «Ами-тян э но кои!? Мираи ёти но сё:нэн» (ориг..: 亜美ちゃんへの恋！？未来予知の少年)                                                         | 10 октября 1992     | 31 августа 1996 года  |
| По результатам последних тестов Ами оказалась на втором месте. Её обогнал влюблённый в неё парень, обладающий даром предвидеть будущее. Усаги решает свести их, но Зойсайт нападает на Рио, превращая его в демона. Радужный кристалл достаётся Ами. |            | |                     |                       |
| 28 | 28         | «Я нарисую ваш портрет» «Кои но ирасуто, Усаги то Мамору га сэккин?» (ориг..: 恋のイラスト、うさぎと衛が接近？)                                            | 17 октября 1992     | 1 сентября 1996 года  |
| Скромная художница Юнами, выставку которой посещают Усаги с Нару и Юмино, приглашает Усаги и Мамору попозировать для своей картины. Юнами рисует в их руках музыкальный медальон. Однако зло не дремлет, и на сцену выходит Зойсайт, извлекающий кристалл из Юнами и превращающий её в демона. Сейлор Мун и Такседо Маск по очереди спасают друг друга, Такседо дарит ей тот самый медальон, а подоспевшие Сейлор-воины возвращают художнице человеческое лицо. |            | |                     |                       |
| 29 | 29         | «Любовь или учёба» «Даиконсэн! Гутягутя кои но сикаку канкэи» (ориг..: 大混戦！グチャグチャ恋の四角関係)                                                   | 24 октября 1992     | 7 сентября 1996 года  |
| Макото снова влюбилась. На этот раз в Мотоки, но у того уже есть девушка, Рейка. Сердца Мако и Усаги снова разбиты. Рейка же оказалась обладательницей следующего радужного кристалла, которым в бою завладел Зойсайт, у которого его отнял Такседо Маск. |            | |                     |                       |
| 30 | 30         | «Дедушка превращается в чудовище» «Одзи:-тян рансин, Рэй-тян но кики» (ориг..: お爺ちゃん乱心、レイちゃんの危機)                                           | 31 октября 1992     | 8 сентября 1996 года  |
| Ючиро, прислуживающий дедушки Рей в храме, собирается стать священником. Усаги, заметив его и Рэй, случайно оставшихся вместе, решает подшутить над своей подругой-соперницей, превратившись в предсказательницу и предсказав им вечную любовь в случае немедленного поцелуя, однако оказывается раскрыта бдительной Рэй. Зойсайт находит следующий радужный кристалл в дедушке Рэй, однако терпит неудачу при первой попытке извлечь его из-за большой силы духа оказавшего сопротивление старика. Со второй попытки Зойсайт забирает кристалл и превращает его в забавного монстра, с которым разбирается Сейлор-команда, вернув его прежний облик. |            | |                     |                       |
| 31 | 31         | «Несчастный день для Луны» «Коисарэтэ оварэтэ! Руна но сайаку но хи» (ориг..: 恋されて追われて！ルナの最悪の日)                                            | 7 ноября 1992       | 14 сентября 1996 года |
| Вот Луне точно не повезло: все кошки Токио ополчились против неё, но её спасает жутко жирный кот по прозвищу «Красный охотник» с замашками Такседо Маска. Обладательницей последнего радужного кристалла Зойсайт считает его хозяйку (девочка), но после нападения на неё понимает, что он ошибся: хранителем был тот самый жирный кот. Рей считает, что Луна влюблена в «Красного охотника», когда видит их вместе убегающими от огромного количества крыс. Когда из этих крыс вылезает Зойсайт, появляется Сейлор Марс. Зойсайт обрывает её прекрасную речь и нападает на кота. Тут появляется Такседо Маск и забирает последний радужный кристалл. А кот превращается в демона. Появляются Сейлор Меркурий, Сейлор Юпитер и Сейлор Мун, и та исцеляет бедное животное. А вот Луна, похоже, влюбилась… |            | |                     |                       |
| 32 | 32         | «Юмино становится Юмино-Такседо Маск» «Умино но кэссин! Нару-тян ва боку га мамору» (ориг..: 海野の決心！なるちゃんは僕が守る)                             | 14 ноября 1992      | 15 сентября 1996 года |
| Чтобы завоевать сердце Нару, Умино становится Умино-Такседо Маск, по совету Усаги. Он уговаривает её пойти на представление в парк развлечений. В парке аттракционов Зойсайт обрабатывает чёрный кристалл так, что теперь он может превращать любого человека в демона, и на представлении он случайно превращает одного из актёров в демона вместо Нару. Демон нападает на Сейлор Мун и на остановившегося Такседо Маска, а Зойсайт отнимает радужный кристалл прежде, чем Сейлор Мун исцелила демона. |            | |                     |                       |
| 33 | 33         | «Пятый воин — воин Венеры» «Саиго но Сэ:ра: Сэнси, Ви:насу то:дзё:» (ориг..: 最後のセーラー戦士、ヴィーナス登場)                                           | 21 ноября 1992      | 21 сентября 1996 года |
| Зойсайт устраивает ловушку для Такседо Маска, воспользовавшись подставной Сейлор Мун. Воительницы же попадаются в руки к Кунсайту. Всех спасает появившийся пятый воин - Сейлор Венера. |            | |                     |                       |
| 34 | 34         | «Кто же Лунная Принцесса?» «Хикари кагаяку гиндзуисё:! Цуки но пуринсэсу то:дзё:» (ориг..: 光輝く銀水晶！月のプリンセス登場)                               | 28 ноября 1992      | 22 сентября 1996 года |
| Усаги начинает подозревать, что Мамору и есть Такседо Маск. Зойсайт вызывает Такседо на дуэль за радужные кристаллы, но не сражается с ним, а просто отбирает кристаллы. Чтобы спасти себя и Мамору, Усаги раскрывает, что она Сейлор Мун. Защищая её, Такседо оказывается смертельно ранен. |            | |                     |                       |
| 35 | 35         | «Воспоминания Банни и Мамору» «Ёмигаэру киоку! Усаги то Мамору но како» (ориг..: よみがえる記憶！うさぎと衛の過去)                                         | 5 декабря 1992      | 28 сентября 1996 года |
| Получив серебряный кристалл, Сейлор Мун превратилась в принцессу Серенити. Луна и Артемис рассказывали воинам в матросках о серебряном тысячелетии. Королева Погибель убила Зойсайта. Они отправились найти выход, но Кунсайт помешал этому - он обезвредил воинов, а Сейлор Мун одолела его серебряным кристаллом. |            | |                     |                       |
| 36 | 36         | «Банни в недоумении. Неужели Такседо Маск — враг?» «Усаги конран! Такиси:до Камэн ва аку?» (ориг..: うさぎ混乱！タキシード仮面は悪？)                      | 12 декабря 1992     | 29 сентября 1996 года |
| Открылась Парикмахерская. Парикмахерша по ошибке приняла Минако за Сейлор Мун и превратилась в демона. Появилась настоящая Сейлор Мун. Появился Такседо Маск, но Усаги в недоумении: неужели Такседо Маск - враг? Сейлор Венера тоже была в недоумении. |            | |                     |                       |
| 37 | 37         | «Как стать принцессой, или Странная учёба Банни.» «Мэдзасэ пуринсэсу? Усаги но тинкоккун» (ориг..: めざせプリンセス？うさぎの珍特訓)                       | 19 декабря 1992     | 5 октября 1996 года   |
| Усаги отправляется на курсы обучения этикету, но позже выясняется, что это проделки врага. |            | |                     |                       |
| 38 | 38         | «Да здравствуют снег, горы и наша дружба!» «Юки ё Яма ё Ю:дзё: ё! Яппари ё:ма мо ё!» (ориг..: 雪よ山よ友情よ！やっぱり妖魔もよ)                            | 26 декабря 1992     | 6 октября 1996 года   |
| Воины в матросках катались с горы на лыжах в гору снега на соревновании «Лунный свет». Одна участница, превратившись в демона, устроила Сейлор Мун и Марсу ловушки, снежный и ледяной лабиринт. Только один раз у Такседо Маска Роза стала красной, после того, как он остановил демона. |            | |                     |                       |
| 39 | 39         | «Мой партнёр — демон, или Мако — королева льда» «Ё:ма то пэа!? Хё:дзё: но дзёо: Мако-тян» (ориг..: 妖魔とペア！？氷上の女王まこちゃん)                     | 9 января 1993       | 12 октября 1996 года  |
| Девочки решают заняться фигурным катанием. Макото показала отличный результат, что навлекло на неё подозрения сил Тёмного Королевства, что она и есть Сейлор Мун. |            | |                     |                       |
| 40 | 40         | «Дух зла из озера, или Семейные узы» «Мидзууми но дэнсэцу ё:каи! Усаги кадзоку но кидзуна» (ориг..: 湖の伝説妖怪！うさぎ家族のきずな)                      | 16 января 1993      | 13 октября 1996 года  |
| Семья Цукино, оставив Луну дома, поехала купаться на озеро. Из озера появилось чудовище. Воины в матросках всеми силами пытались победить это злое чудовище, например, Сейлор Мун со своей лунной диадемой, но у них ничего не получалось. По словам Марса, это не демон, это злой дух, разбуженный Эндимионом. Марс прожгла монстра в огне, а Сейлор Мун очистила Чудовище серебряным кристаллом. |            | |                     |                       |
| 41 | 41         | «Я не боюсь любить его, или Ами против Мамору» «Мо: кои кара нигэнаи! Ами то Мамору таикэцу» (ориг..: もう恋から逃げない！亜美と衛対決)                    | 23 января 1993      | 19 октября 1996 года  |
| Эндимион собрал семь людей, которые были демонами радужного кристалла. Ами встретила Эндимиона, который стащил у Ами парня. Ами, атаковав Эндимиона, отняла у него чёрный кристалл и разбила его. Сейлор Мун вернула Мамору свой облик, но Тёмные силы забрали его. |            | |                     |                       |
| 42 | 42         | «Несчастная любовь Минако» «Сэ:ра: Ви:насу но како, Минако но хирэн» (ориг..: Sヴィーナスの過去、美奈子の悲劇)                                             | 30 января 1993      | 20 октября 1996 года  |
| Кунсайт пытается выйти на всех воинов через Сейлор Венеру, для чего в Токио прибывает Катарина, офицер Интерпола, вместе с которой Минако работала как Сейлор Ви в Лондоне. Минако рассказывает о своих приключениях как Сейлор Ви. Усаги возвращает Катарине прежний облик, и она возвращается назад в Лондон. |            | |                     |                       |
| 43 | 43         | «Сейлор Мун против остальных воинов» «Усаги га корицу? Сэ:ра: Сэнси-тати но о:гэнка» (ориг..: うさぎが孤立？S戦士達の大ゲンカ)                             | 6 февраля 1993      | 26 октября 1996 года  |
| Воины в матросках поссорились с Сейлор Мун из-за того, что у неё отняли Мамору. Усаги отдала письмо о ненависти воинов в матросках и приглашение на кладбище в 11 вечера журналистке, которая превратилась в демона, придя на кладбище в то же время вместе с Сейлор Мун, а Воины в матросках помирились с Сейлор Мун и та превратила демона в человека. |            | |                     |                       |
| 44 | 44         | «Банни пробуждается. Послание из далёкого прошлого» «Усаги но какусэи! Тё:како но мэссэ:дзи» (ориг..: うさぎの覚醒！超過去のメッセージ)                    | 13 февраля 1993     | 27 октября 1996 года  |
| Артемис и Венера нашли вход на базу Тёмного Королевства и послали туда Сейлор Мун. Путь Воинам в матросках препятствовал Кунсайт, который требовал отдать серебряный кристалл ему, но Сейлор Мун не согласилась. Тогда Кунсайт угрожал им отправить в многомерный хаос: в Африку к динозаврам, или в Европу в мировые войны. Он попытался отнять жезл Сейлор Мун, но тот не поддался и сила Серебряного Кристала отправила Воинов в матросках в далёкое прошлое - на развалины Серебряного Тысячелетия. Королева Серенити рассказала о том, что дух зла Металлия превратила половину жителей Земли в демонов. Королева Погибель и четыре генерала-демона Тёмного Королевства: Джедайт, Нефрит, Зойсайт и Кунсайт разрушили Серебряное Тысячелетие и все они погибли, а Погибель уничтожила принца Эндимиона и Принцессу Серенити. Королева Серенити отправила всех на защиту Земли. А Кунсайт ранит Луну и Артемиса, которые нашли базу Тёмного Королевства. Вернувшись из далёкого прошлого, Воины в матросках поражают Кунсайта, а Сейлор Мун убила Кунсайта жезлом своими руками. Луна и Артемис доложили Сейлор Мун и воинам, что база Тёмного Королевства находится на точке D на Северном полюсе. |            | |                     |                       |
| 45 | 45         | «Сейлор воины гибнут в битве. Последнее трагическое сражение» «Сэ:ра Сэнси сису! Хисо: нару сайсю:сэн» (ориг..: セーラー戦士死す！悲壮なる最終戦)          | 20 февраля 1993     | 2 ноября 1996 года    |
| Сейлор войны прибывают в точку D. Там на них нападают демонические девы. Сначала погибает Макото, потом Ами, Минако и Рэй. В битве демонические девы тоже гибнут. Сейлор Мун остаётся одна и плачет. К ней являются призраки остальных воинов и говорят, что она не одна. Усаги собирается с духом и бежит к точке D. Тем временем Такседо Маску продолжают промывать мозги. |            | |                     |                       |
| 46 | 46         | «Сбывается вечная мечта Банни о новой жизни» «Усаги но омои ва това ни! Атарасики тэнсэй» (ориг..: うさぎの想いは永遠に！新しき転生)                       | 27 февраля 1993     | 3 ноября 1996 года    |
| Сейлор Мун осталась одна на Северном полюсе. Подруги мертвы, а враг где-то рядом. Однако Берилл явно недооценила свою соперницу. У Сейлор Мун хватило сил не только спасти любимого, но и одолеть Берилл. Злодейку не спасла даже сила, полученная от Металлии. После победы над врагом сбывается мечта Усаги. Она снова становится обычной девочкой, как и её воскресшие подруги. |            | |                     |                       |